# Henry Cele
Henry Cele, né le 30 janvier 1949 et mort le 2 novembre 2007, est un acteur sud-africain connu pour son interprétation du roi Chaka Zulu, dans la série éponyme de 1986 (Shaka Zulu). Avant sa carrière d'acteur, Henry Cele était connu comme joueur de football, plus particulièrement comme gardien de but.
Henry Cele est décédé dans un hôpital de Durban des suites d'une infection respiratoire.

## Filmographie[2]
- 2001 : Shaka Zulu : The Citadel (Shaka)
- 1996 : L'Ombre et la proie (Mahina)
- 1993 : Point of impact (Titus)
- 1991 : The last samurai (Un général rebelle)
- 1989 : In the name of blood (Pheto)
- 1988 : Rage to kill (Wally Arn)
- 1986 : Shaka Zulu (Shaka)